# Jechi’el Hame’iri
Jechi’el Hame’iri (hebr. יחיאל המאירי, ur. 20 sierpnia 1946) – izraelski piłkarz grający na pozycji bramkarza. W swojej karierze rozegrał 1 mecz w reprezentacji Izraela.

## Kariera klubowa
Przez całą swoją karierę piłkarską Hame’iri był związany z jednym klubem, Hapoel Hajfa. W 1966 roku awansował do kadry pierwszej drużyny i w sezonie 1966/1967 zadebiutował w niej w pierwszej lidze izraelskiej.

## Kariera reprezentacyjna
W reprezentacji Izraela Hame’iri zadebiutował 19 lutego 1969 roku w przegranym 2:3 towarzyskim meczu ze Szwecją, rozegranym w Tel Awiwie i był to jego jedyny mecz w kadrze narodowej. W 1970 roku był w kadrze Izraela na Mistrzostwa Świata w Meksyku, na których był pełnił funkcję rezerwowego bramkarza.